# Dolichoderus ypsilon
Dolichoderus ypsilon är en myrart som beskrevs av Auguste-Henri Forel 1902. Dolichoderus ypsilon ingår i släktet Dolichoderus och familjen myror.

## Underarter
Arten delas in i följande underarter:
- D. y. niger
- D. y. rufotibialis
- D. y. ypsilon